# قائمة أفلام 2013
| ترتيب | عنوان                      | استديو                                           | الارباح في جميع أنحاء العالم |
| ----- | -------------------------- | ------------------------------------------------ | ---------------------------- |
| 1.    | ملكة الثلج (فيلم 2013)     | أفلام والت ديزني                                 | $1,252,681,000               |
| 2.    | آيرون مان 3                | استوديوهات مارفل                                 | $1,215,439,994               |
| 3.    | أنا الحقير 2               | يونيفرسل ستوديوز / إليمونيشن للترفيه             | $970,761,885                 |
| 4.    | الهوبيت: قفرة سموغ         | وارنر برذرز / نيو لاين سينما / مترو غولدوين ماير | $953,066,855                 |
| 5.    | مباريات الجوع: ألسنة اللهب | ليونزغيت إنترتاينمنت                             | $864,565,663                 |
| 6.    | سرعة وغضب 6                | Universal                                        | $788,679,850                 |
| 7.    | جامعة المرعبين             | Disney / پيكسار                                  | $743,559,607                 |
| 8.    | جاذبية (فيلم)              | Warner Bros.                                     | $716,392,705                 |
| 9.    | رجل من حديد (فيلم)         | Warner Bros. / ليجنداري بيكتشرز                  | $668,045,518                 |
| 10.   | ثور: العالم المظلم         | Marvel Studios                                   | $644,783,140                 |

## قائمة الافلام
- 12 جولة 2: إعادة التحميل
- 12 عاما من العبودية
- 20 قدم من النجومية
- 21 وأكثر
- 30 ليلة من نشاط خارق مع الشيطان داخل الفتاة ذات وشم التنين
- 3096 (فيلم)
- 31/12 (فيلم)
- 33 يوم (فيلم)
- 42 (فيلم)
- 47 رونين
- 8% (فيلم)
- آل كروودز
- آثار جانبية (فيلم)
- آيرون مان 3
- أجسام دافئة
- أر. أي. بي. دي
- أسرار عائلية (فيلم)
- أغسطس: مقاطعة أوساج (فيلم)
- أفضل عرض
- ألم وربح (فيلم)
- أنا أعطيها عام
- أنا الحقير 2
- أنا متحمس جدا
- أوز: العظيم والقوي
- إنقاذ السيد بانكس
- إيفل ديد (فيلم 2013)
- إيليزيم
- احتيال أمريكي
- اسلكي مومباي (فيلم هندي)
- اقتل أعزائك
- الآن أنت تراني
- الأخاديد
- الأدوات المميتة: مدينة العظام
- الأرض المتجمدة
- الأن يصل البطل (فيلم هندي)
- البالغون 2 (فيلم 2013)
- البرنسيسة (فيلم)
- البيت الأبيض سقط
- التدريب العملي
- التطهير (فيلم)
- الجرسونيرة
- الجمال العظيم
- الجميع فقد
- الحارس الوحيد (فيلم)
- الحرارة (فيلم 2013)
- الحرامي والعبيط (فيلم)
- الحفلة (فيلم)
- الحوت الأسود
- الخروج من مراكش (فيلم)
- الرب فقط من يغفر (فيلم)
- الزفاف الكبير
- السكر (فيلم)
- السنافر 2 (فيلم)
- الشتا اللي فات (فيلم)
- الشرق (فيلم)
- الشعوذة (فيلم)
- الطيور الحرة
- العائلة (فيلم 2013)
- العشق (فيلم)
- العودة إلى حمص
- الفتى العجوز (فيلم 2013)
- الفرار (فيلم)
- القبطان فيليبس
- القبول (فيلم)
- القشاش (فيلم)
- القناص: الشبح القرمزي
- القناص: المهمة الأخيرة
- الماضي (فيلم)
- المحقق كونان: عين خفية في البحر البعيد
- المدهش الآن
- المذيع 2: الأسطورة تستمر
- المرأة الخفية
- المستشار (فيلم)
- المسلمون قادمون (فيلم)
- المشي مع الديناصورات (فيلم)
- المضيف (فيلم)
- المكالمة
- الملكية الخامسة
- الموقف الأخير
- الميدان (فيلم)
- النسيان (فيلم)
- الهروب من كوكب الأرض
- الهوبيت: قفرة سموغ
- الواشي
- الوولفيرين (فيلم)
- اندفاع (فيلم)
- بارانويا (فيلم 2013)
- باركر (فيلم 2013)
- بعد الأرض
- بورجمان
- بوسي كات (فيلم)
- بيرت وندرستون المذهل
- بيرسي جاكسون: بحر من الوحوش (فيلم)
- تتح (فيلم)
- تحت رمال بابل (فيلم)
- تشارلي كاونتريمان
- تقرير أوروبا
- توربو (فيلم)
- توم وجيمي (فيلم)
- ثور: العالم المظلم
- جاذبية (فيلم)
- جاك آس تقدم: جد سيء
- جاك قاتل العمالقة
- جامعة المرعبين
- جبهة داخلية (فيلم)
- جريجري (فيلم)
- جلوريا
- جوبز (فيلم)
- جوست شارك
- جي. آي. جو: الانتقام
- حافة الهادي (فيلم)
- حان الوقت
- حديقة وطي
- حرب الزومبي العالمية
- حرب العصابات (فيلم)
- حلقة بلينج
- حلم فراشة
- حياة أديل
- حياة والتر ميتي السرية
- خارج الفرن
- خطة جيمي (فيلم)
- خطة هروب (فيلم)
- خلف الأضواء
- داخل لوين ديفيس
- دون جون
- دووم 3
- ديانا (فيلم)
- ديليفيري مان
- ذئب وول ستريت
- رئيس الخدم
- رامبو راجكومار (فيلم هندي)
- رجال الآثار
- رجل من حديد (فيلم)
- روميو وجولييت (فيلم 2013)
- ريد 2
- ريديك (فيلم)
- سارق الهوية
- سارقة الكتاب
- ساني ليون
- ستار تريك إلى الظلام
- ستالينغراد (فيلم 2013)
- ستاينز؛غيت: فوكا ريويكي نو ديجا فو
- ستوكر
- سجناء (فيلم)
- سرعة وغضب 6
- سقوط البيت الأبيض
- سقوط الرجل الميت
- سلم إلى دمشق (فيلم)
- سمير أبو النيل (فيلم)
- سيدتى الجميلة، في محبتك (فيلم هندي)
- سيرينا (فيلم)
- شاركنيدو
- شبق (فيلم)
- صداع الكحول الجزء الثالث
- طائر الطنان
- طائرات (فيلم)
- طارد الأرواح الأخير الجزء الثاني
- طرزان (فيلم 2013)
- عداء عداء (فيلم)
- عش البلبل (فيلم)
- عشم (فيلم)
- على جثتي (فيلم)
- عمر (فيلم 2013)
- عيد العمال (فيلم)
- غائم مع احتمال سقوط كرات اللحم 2 (فيلم)
- غاتسبي العظيم (فيلم 2013)
- غدار: الفصل الثاني
- فبراير الأسود (فيلم)
- فرانسيس ها
- فرش وغطا (فيلم)
- فرقة العصابات
- نقاش ويكيبيديا:فريق السينما العالمية/أرشيف/2
- في الخلف تماما
- فيغاس الأخيرة
- فيلا 69 (فيلم)
- فيلم 43
- فيلم مخيف 5
- فيلومينا
- فينوس في الفراء
- قبل منتصف الليل (فيلم)
- قطار المساء إلى لشبونة
- قطار تشيناي السريع
- قلب الأسد (فيلم)
- كاري (فيلم 2013)
- كاي بو تشي!
- كفى حديثا
- كلبي دليلي (فيلم)
- كيك-آس 2
- لعبة إندر (فيلم)
- لعنة تشاكي
- لمسة الخطيئة
- لوبين الثالث ضد المحقق كونان: الفيلم
- لوفلاس
- ماشيتي يقتل
- ماما (فيلم)
- مانديلا: طريق طويل إلى الحرية
- ماي ليتل بون: والفروسية الفتيات
- مباراة الضغينة
- مباريات الجوع: ألسنة اللهب
- متعب وشادية (فيلم)
- محطم الثلج
- مخلوقات جميلة (فيلم)
- مدينة محطمة (فيلم)
- مسدسان
- مسرحية من الرصاص: رام ليلا (فيلم هندي)
- مع إني أعرف أن النهر قد جف (فيلم)
- ملاذ آمن (فيلم)
- ملحمي (فيلم)
- ملك الرمال (فيلم)
- ملكة الثلج (فيلم 2013)
- ممرضة ثري دي
- من شابه أباه فما ظلم (فيلم)
- منزل مسكون (فيلم 2013)
- منشار تكساس 3 دي (فيلم)
- مهب الريح
- موسم القتل (فيلم)
- ميتاليكا عبر الأبد
- ناج وحيد
- نادي دالاس للمشترين
- نبراسكا (فيلم)
- نحن آل ميلز
- نشوة (فيلم)
- نظرية الصفر
- نظرية عمتي
- نهاية العالم (فيلم 2013)
- هاتولي راجل (فيلم)
- هانسيل وغريتيل:صائدي الساحرة
- هذه هي النهاية
- هرج ومرج (فيلم)
- هو فيه كده (فيلم)
- هي (فيلم)
- وادي القراصنة: بعيدا عن لوحة المفاتيح
- وضعية الطفل (فيلم)
- ون دايركشن: هؤلاء نحن
- ياسمين أزرق
- يوم مناسب لموت قاسي
- حجر الكريستال